# مونئین
مونئین (به هلندی: Molenend) یک منطقهٔ مسکونی در هلند است که در تیچرکسترادیل واقع شده‌است. مونئین ۷۱۸ نفر جمعیت دارد.